# Eric Weinstein
Eric Ross Weinstein (octubre de 1965) es un matemático, economista y escritor estadounidense. Fue el director general de Thiel Capital, la firma de inversiones de Peter Thiel. Escribe sobre matemáticas, capitalismo, ciencia e inversiones.

## Educación
Weinstein nació en Los Ángeles, California. Su familia es judía, y es hermano del biólogo Bret Weinstein.
Se graduó en la Universidad de Pensilvania en 1985 y se doctoró en física matemática en el Departamento de Matemáticas de la Universidad de Harvard en 1992. Fue becario de la Fundación Alfred P. Sloan en el Departamento de Economía de Harvard y también en la Oficina Nacional de Investigación Económica, donde colaboró con el economista Richard Freeman.

## Aportaciones

### Física matemática
En su investigación de doctorado, Weinstein afirmó que las  ecuaciones auto-duales de Yang-Mills sobre las cuales se construyó la teoría de Donaldson no eran únicas, como se creía en ese momento, y presentó dos conjuntos de ecuaciones alternativas basadas en construcciones espinoriales.
En mayo de 2013, Weinstein pronunció una conferencia sobre unidad geométrica que Marcus du Sautoy consideró como una posible respuesta a algunos de los problemas de la física moderna. Pocos físicos asistieron a esta conferencia, y las conclusiones fueron recibidas con escepticismo por varios comentaristas. Se repitió la conferencia a la semana siguiente, con más físicos presentes. Su teoría incluye un "observerse", un espacio de 14 dimensiones con predicciones de partículas aún no descubiertas que podrían explicar la materia oscura. Joseph Conlon, de la Universidad de Oxford, comentó que algunas de estas partículas ya deberían haberse visto en aceleradores como el Gran Colisionador de Hadrones, si existieran.

### Intellectual Dark Web
Weinstein acuñó el término intellectual dark web después de que su hermano, Bret Weinstein, renunciara a su puesto en The Evergreen State College tras un altercado en el campus. El término es una referencia semi-irónica a un grupo de académicos e incluye también a intelectuales que se han dado a conocer a través de sus podcasts. El neologismo recibió una amplia discusión en mayo de 2018, al convertirse en el tema de una columna de Bari Weiss en la sección de opinión de The New York Times. Entre los individuos asociados con esta “internet oscura intelectual”, además de Eric y Bret Weinstein, se suele incluir a Ayaan Hirsi Ali, Owen Benjamin, Sam Harris, Heather Heying, Claire Lehmann, Douglas Murray, Maajid Nawaz, Jordan Peterson, Steven Pinker, Joe Rogan, Dave Rubin, Ben Shapiro, Lindsay Shepherd, Michael Shermer, Debra Soh y Christina Hoff Sommers.   Afirman compartir pocas ideas políticas; unos se identifican con la izquierda mientras otros se identifican con la derecha. Varios comparten la experiencia de haber sido "expulsados de instituciones que se han vuelto cada vez más hostiles al pensamiento heterodoxo".
En su artículo en Los Angeles Review of Books, Jacob Hamburger describe la intellectual dark web como "El primer movimiento intelectual que surgió durante la presidencia de Trump".